# Diablo III: Reaper of Souls
A Diablo III: Reaper of Souls (röviden RoS, magyarul a "Lelkek Aratója") a Blizzard Entertainment által fejlesztett és kiadott Diablo III szerepjáték akció videójáték kiegészítője. A sorozatrész kiegészítőjét 2013. augusztus 21-én jelentették be, és PC-re 2014. március 25-én jelent meg. Később kiadták konzolos verziókban is; 2014. augusztus 19-én (az alapjátékkal együtt) Xbox 360-ra és One-ra, illetve PlayStation 3-ra és 4-re is. A játék PC verziója továbbra is csak állandó internetkapcsolattal érhető el.

## Történet

Egy magas szintű kereszteslovag Westmarch-ban.

Miután Diablo vereséget szenvedett, és lelke a Fekete Lélekkő (Black Soulstone) csapdájába került, az "Angyaltanács" (Angiris Council) elfogadta, hogy a lélekkőt a "Fenséges Mennyekben" (High Heavens) őrizzék, de Tyrael-nek nem tetszett ez a megoldás. Erős embereket kezdett maga köré gyűjteni egész "Menedékföldéről" (Sanctuary), majd megalapította az új Horadrim rendet. Segítségükkel Tyrael ellopta a Fenséges Mennyekből a lélekkövet, majd megtervezte, hogy elrejti azt Corvus romvárosa alá. Eközben valaki figyelmesen követte Tyrael minden lépését. Ő volt Malthael, az egykori "Bölcsesség Angyala" (Angel of Wisdom), akit megviselt a teremtés misztikuma. Elhagyta sajátjait, hogy tanulmányozhassa a lelkek természetét, így lett belőle a "Halál Angyala" (Angel of Death). Miután a nephalem végzett a Fő Gonosszal (Prime Evil), Malthael úgy határozott, hogy kiirtja a démoni vérvonalhoz tartozó összes létformát, köztük magát az emberiséget is, ezáltal véget vetve az "Örök Konfliktusnak" (Eternal Conflict). Ezért követte Tyraelt az ellopott Fekete Lélekkő titkos rejtekhelyére, majd megtámadta egykori testvérét, és megszerezte magának a lélekkövet.

### Ötödik fejezet: Westmarch
A Halál Angyala megalkotta az "Aratók" (Reapers) seregét, ezt az áruló angyalokból és feltámasztott halandókból álló borzalmat, majd elkezdte lemészárolni Westmarch közelében élőket. A szerencsétlen halandókat nemcsak egyszerűen megölte, de lelküket is begyűjtötte, hogy növelje hatalmát. Ezután a lélekkövet áttette egy másik világba, a "Pandemónium Erődítménybe" (Pandemonium Fortress), amely éppen az Örök Konfliktus frontvonalában fekszik. Itt Malthael zavartalanul próbálhatta átalakítani a lélekkövet, hogy azzal megszerezhesse Menedékfölde összes démonának esszenciáját. A nephalem ezt nem nézhette tétlenül, először felszabadította a királyság fővárosát az Aratóktól, majd felkutatta Adriát és megtorolta rajta Leah halálát, végül pedig az erődítmény szívébe vonult, ahol szembeszállhatott a Halál Angyalával. Malthael a csata közepén darabokra törte a Fekete Lélekkőt, majd felemésztette a szabadjára engedett Fő Gonosz erejét, de nem menekülhetett végzetétől. A nephalem elpusztította őt, és egy hatalmas energiarobbanás közepette a lelkek távozottak Malthael testéből, köztük Diablóé is. Tyrael csodával tekintett a nephalemre, aki képes volt felülkerekedni a Poklok és a Mennyek bajnokain, de tart tőle, hogy végül egy nap a nephalem elbukik, és ugyanazon a romlottság fogja felemészteni, mint az arkangyalok legnagyobbját is...

## Játékmenet

### Új játékmód: Adventure Mode ("Kaland mód")

A pénzjutalom menüje.

A kiegészítő egyik legfontosabb újdonsága. Csak akkor válik elérhetővé, ha a játékos egyik karaktere befejezte az ötödik fejezetet, ezt követően már minden, az adott karaktertípussal azonos további karaktere is elérheti majd. Ebben a játékmódban szabadon bejárható minden fejezet minden zónája, az útpontok (waypoint) jelentős része pedig a könnyebb közlekedésért máshová lettek elhelyezve. A hagyományos küldetések helyét viszont átvették az ú.n. "pénzjutalmak" (bounty); ezek során a játékosnak a térképen felkiáltójellel ellátott útpontokra kell teleportálnia, majd végrehajtania a zónára szóló véletlenszerű feladatot. A feladat gyakran bizonyos számú szörny és egy egyedi társuk pusztítása szokott lenni, de elég gyakori a kampánymódban is létező események (event) elvégzése, illetve elátkozott (cursed) oltárok (shrine) és ládák (chest) "megtisztítása". Jutalmul -a nehézségi szinthez igazodva- rengeteg aranyat és tapasztalati pontot kap a karakter, ha pedig végez egy fejezet összes pénzjutalmával, akkor a pénz- és tapasztalati pont-jutalom mellé egy "nagy horadrim ládát" (large horadric chest) is kap, amely különféle "szakmai anyagokat" (crafting material) (köztük gyakran recepteket) és ritka, vagy akár legendás tárgyakat kap. A ládából eső legendás tárgyak általában az adott fejezethez kötődnek, tehát más formában nem is lehet megszerezni azokat. Ha a játékos végzett az összes fejezet összes pénzjutalmával, új játék indításával újraindíthatja a rendszert. Ezekre a speciális ládákra is vonatkozik a megváltozott zsákmányrendszer, így a belőle kieső jutalom az azt kinyitó karakter karakterosztályhoz és szintjéhez igazodik.
Bizonyos NPC-k és zónák csak ebben a játékmódban érhetőek el.

#### Új kihívások

##### Rift-ek
Ebben a játékmódban érhető el további két jelentős játékmód is. Ezeket a városban lévő ú.n. "nephalem obeliszkkel" (nephalem obelisk) lehet csak aktiválni, majd belépni az általa nyitott átjáróba, és ha sikeresen befejezték, akkor bezáródnak, hogy aztán újra használni lehessen. Mindkét játékmódban a térképek teljesen véletlenszerű felépítésűek és kinézetűek, ahol ugyancsak véletlenszerű típusú és számú szörny található. Ezekben a módokban a normálistól sokkalta több elit szörnycsapat található, és az általuk elszórt zsákmány is sokkalta jobb lehet annál, mint amit a hagyományos játékkal szerezhet a játékos. Az elindított rift egy százalékos "haladás csík" (progress bar) helyez el a kis térkép (minimap) alatt, és az a cél, hogy a haladás csík elérje a 100%-ot. Amikor elérte, megjelenik az ú.n. "rift őrző" (rift guardian). Ez a véletlenszerű egyedi szörny az eliteknél is jobb zsákmányt szór el, és csak a pusztulását követően van mód lezárni a nyitott rift átjárót, miután valamelyik játékos beszélt az obeliszk közelében álló Orek nevű NPC-vel. A térképek általában több szintűek, de előfordulnak nagy, egyszintes térképek is, a gyorsabb haladásért pedig a elit szörnycsapatok utolsó tagjai mindig elszórnak 3-4 ú.n. "haladás gömböt" (progress globe), amelyeket megérintve azonnal hozzáadnak pár százalékpontot a csíkhoz, hogy ne kelljen egyesével levadászni minden szörnyet. További fontos tudnivaló, hogy a két játékmódú rift egy elindított játék alatt egy időben nem lehet aktív.
A legyőzött rift őrző a hagyományos zsákmány mellett elszór egy tucat ú.n. "vérszilánkot" (blood shard) is. Ez az arany melletti másodlagos fizetőeszközt, amelyet csak a városban lévő Kadala nevezetű kereskedő NPC-nél lehet felhasználni zsákbamacska-vásárlás során. Kadala minden tárgytípust meghatározott számú vérszilánkért árul, és véletlenszerű minőségű tárgyat ad (bár jellemzőbb a ritka, de csekély eséllyel legendás és szett-tárgyakat is adhat). Mivel a vérszilánknak van maximális limitje, ezért magasabb szintű rift-ezések során gyorsan meg kell szabadulni tőle, mert a bezárult rift térképekre soha többé nem lehet visszatérni.
- Nephalem Rift – Ez a kiegészítő kiadása óta elérhető mód. Az elindított játékkal azonos nehézségű, és a csapat bármelyik tagja szabadon be- és kiléphet az általa megnyitott átjáróban. Az itt elpusztított rift őrző "nagyobb rift kulcsot" (greater rift key) is dob, amely a következő játékmódhoz szükséges. A rift térkép bezáródása előtt van fél perces visszaszámláló, hogy a csapattagoknak legyen idejük összeszedni az értékesebb zsákmányt.
- Greater Rift ("Nagyobb rift") – Egy későbbi javítás tette elérhetővé ezt a módot, és a fentebb leírtnál sokban különbözik tőle; nehézsége nem az elindított játéktól függ, hanem a rift átjárót megnyitó játékos korábbi, egyedül teljesített nagyobb rift-jének szintjétől, és minél magasabb a szám, annál nehezebb lesz a rift. Az elindított nagyobb rift területére csak az indítást elfogadó játékosok léphetnek be, új csapattagok nem. Aki elfogadta a rift elindítását, felhasznál egy, a nephalem rift-ből szerzett nagyobb rift kulcsot, és attól fogva se a képességein, se a felszerelésén nem változtathat sehol mindaddig, amíg a csapat nem végez a rift őrzővel. Minden, a nagyobb rift térképen belüli elhalálozás a magától való feltámadás visszaszámlálásával bünteti a rendszer, 5 másodperctől egészen a maximális fél percig (leszámítva persze a hardcore karaktereket, azoknak ugye teljesen vége), továbbá a játékosokhoz való teleportálás se működik egészen a rift őrző pusztulásáig. Zsákmányt csak és kizárólag a rift őrző szór el, és ha ő megjelenik, minden más szörny azonnal elpusztul nemcsak az adott térképen, de a többi szinten is. Ezeket a komoly kritériumokat viszont bőven ellensúlyozhatják a gazdag zsákmány és a legendás ékkövek (legendary gem) fejlesztése (lásd az Új tárgyak fejezetben). Egy későbbi javítás után a rendszer +1 fejlesztés esélyével jutalmazza a játékost, ha a nagyobb rift egész ideje alatt egyszer sem hal meg.
  - Empowered Rift ("Felerősített rift") – Ez a nagyobb rift egy változata. Külön kell bestrigulázni a nagyobb rift indulása előtt, de csak a kezdeményező félre vonatkozik. A rift szintjének függvényében meghatározott aranymennyiség fejében +1 fejlesztés esélyt lehet így kapni Urshi-nál. Persze ha nem sikerül időben teljesíteni a rift-et, akkor a befektetett, akár több milliónyi arany is kárba vész. Ez a rift mód ideális annak a nagy aranytartalékokkal rendelkező játékosnak, aki egy-egy legendás ékkövet akar minél gyorsabban felfejleszteni.
- Challenge Rift ("Kihívás rift") – Ez egy korábban befejezett nagyobb rift, amelyet egy másik játékos teljesített, a többiek pedig az ő karakterének felszerelésével és képességeivel megpróbálhatják meghatározott idő alatt újrateljesíteni azt. A többi rift-el szemben ez a típus a játék menüjében érhető el, az előre meghatározott karakter felszerelését és képességeit nem lehet módosítani, és csak hetente változik a felépítése és a szörny-összetétele. Ha a játékos az eredeti idő alatt befejezi a pályát, jutalmul vérszilánkot és különböző szakmai alapanyagokat tartalmazó ládát kap, amit a rendszer a játékon belül postázza el. Ez a rift leginkább arra szolgál, hogy a kezdő játékosok kipróbálhassák a karakter-specifikus szetteket.

##### Szett dungeon-ök(Set Dungeon)
Egy korábbi javítás tette elérhetővé ezt a fajta játékmódot. Ezeket a térképeket csak akkor látogathatja meg a játékos, ha a karakter rendelkezik egy bizonyos karakterosztály-specifikus szett-tárgykészlet által nyújtott maximális szettbónusszal, és azt hordva meglátogatja az első fejezetben található Royal Quarters ("Királyi lakosztályok") zónát. Ebben a zónában meg kell keresnie a negyedben található könyvtárat, majd meg kell érintenie az ott található könyvtartót, amiből kiesik egy közönséges tekercs. Ez a tekercs leírja az adott szetthez igazított egyedi térkép bejáratának helyét, de érdemesebb az interneten keresztül rákeresni a hordott szett térképére, mert az a tekercs nélkül is elérhető. Ha a karakter a megfelelő helyen van, zöldes fényhatás keretében megjelenik a szett dungeon bejáratát biztosító egyedi kinézetű obeliszk. Az előre meghatározott felépítésű térképeken az elsődleges feladat az, hogy halál nélkül végezzen bizonyos számú ellenséggel, a másodlagosak viszont már adott szetthez lettek igazítva, és ha a játékos sikeresen teljesíti az első három feladatot, a zászlójához kap egy emblémát, ha pedig a karakterosztályának összes szett dungeon-jét, akkor egy, a karakter hátára illeszthető "jelzőzászlót" (pennant). A szett dungeon-ök rendelkeznek harmadlagos feladattal is, ez a "mesteri" (mastery); ekkor a megadott időn belül végezni kell nemcsak a korábbi feladatokkal, hanem az összes ellenséggel is, ez viszont csak akkor jutalmaz új jelzőzászlóval, ha a játékos az adott karakterosztály minden szett dungeon-jét így fejez be. Ezek a térképek arra szolgálnak, hogy a játékos kitapasztalhassa az adott szett-készlet által nyújtott bónuszok megfelelő felhasználását, és a rift-ekkel szemben a hazateleportálással vagy elhalálozással azonnal megszakad a szett dungeon. Hardcore karakterrel való elhalálozás során a karakter nem válik elérhetetlenné, csupán újraindítja szett dungeon-t, cserébe viszont csak egyedül lehet teljesíteni (gyakran még a követő NPC-k is csak hátráltatnak a feladatok sikeres teljesítésében), és bizonyos legendás tárgyak vagy azok erői nélkül sokkalta nehezebbek is lehetnek.

### Új karakterosztályok

#### Crusader ("Kereszteslovag")
A kereszteslovagok elődjei egykoron Westmarch alapítójának, a hódító Rakkis király leghűségesebb katonái voltak. Azonban amikor egy pap rájött a Zakarum démoni befolyására, az Egyház tudta nélkül titokban megalapította a kereszteslovag rendet. Ez a rend nem vett fel maguk közzé templomos lovagokat, mivel éltek a gyanúval, hogy a démoni Mephisto végül őket is megfertőzheti majd, ezért szerte a királyságban keresni kezdték az elhivatott, kötelességtudó fiatalokat, akiket kiképezhetnek, és később átadhatják nekik a Fény (Light) szent erejét. Ezek a bátor, elszánt harcosok végül elég erősek lettek ahhoz, hogy hadjáratot folytassanak a Zakarum ellen. A sikeres hadjáratot követően elkezdték bejárni azokat a vidékeket, ahol maga a Fény erejét először megtapasztaló halandója, a prófétának tartott Akarat vándorolt élete utolsó éveiben, ám ezt követően a kereszteslovagok nyom nélkül eltűntek a rend szeme elől. Az Egyház tartott tőle, hogy az elhivatott harcosok továbbra is folytatják az ellene irányuló hadjáratot, és a gyanúja hamarosan be is igazolódott akkor, amikor kereszteslovagok jelentek meg Új Tristramban.
A kereszteslovag a korábbi sorozatrészben megjelent templomos lovag (paladin) új formája. A barbárhoz hasonlóan a kereszteslovag fő tulajdonsága (attribute) az erő (strenght), de sok közepes hatótávú képessége (skill) miatt sokkal inkább hibrid varázsló/harcos. Energiaforrásként a haragot (wrath) használja fel, amely a játék kezdetén teljesen le van merülve, de lassan feltöltődik, amit alaptámadással és néhány képességgel fel lehet gyorsítani, cserébe viszont a védekező képességei nem használnak belőle. Egyedi felszerelése az egy- és kétkezes láncos buzogány (fail), és a "kereszteslovag pajzs" (crusader shield). Érdekessége, hogy egy passzív képességével -csekély sebzéscsökkenés árán- képes egy kézben forgatni egy kétkezes közelharci fegyvert, de csak ha a másikban egy pajzsot tart.

#### Nekromancer (Nekromanta)
Rathma papjai (Priest of Rathma) – közismerten a Nekromanták – egyszerű filozófiát követve élnek s halnak; a fény és sötétség közötti örök küzdelem soha nem ér véget, és ebben a háborúban mindkét oldal fenyegeti Menedékföldét. Ezért feladatuk, hogy az Egyensúlyt (Balance) fenntartva távol tartsák a halandók világát a szembenálló felektől. A rend tagjai az ősi halálmágiát használják, még ha ez az erő szerte Menedékföldén bizalmatlanságot és félelmet kölcsönöz velük szemben. De Rathma papjai nem haboznak ezt felhasználni, hogy szent kötelességüknek eleget téve megőrizzék az Egyensúlyt.
A nekromanta sok tekintetben a sorozat korábbi részében megjelent karakterosztály Diablo III-as megfelelője, és külön lehet megvásárolni a kiegészítőhöz, mint letölthető tartalom (downloadable content, DLC). Fő tulajdonsága az intelligencia (intelligence), képességeinek fő tematikája pedig a vér (blood) és a csont (bone). Energiaforrásként nemcsak az esszenciát (essence) használja, amely alap esetben állandó értékű és csak bizonyos támadóképességeivel töltheti fel, hanem gyakorlatilag két továbbit is; a többnyire a leölt ellenség után hátramaradt holttestet (corpse) szintén csak bizonyos típusú képességei avagy azok bizonyos rúnaszavai (rune word) révén használják fel, míg néhányat pedig csak saját vérével (tehát életerejével) tudja használni avagy ugyancsak bizonyos rúnaszavakkal jelentősen felerősítheti egyéb képességeit is. Egyedi felszerelése az egy- és kétkezes kasza (scythe) és a filaktéria (phylactery). Természetesen a boszorkánydoktorhoz (witch doctor) hasonlóan ez a karakterosztály is használhat harci pet-eket, de azokat sokkal jobban tudja irányítani.

### További karakterosztály-változások
A maximális szint 70-re növekedett meg, és amíg nem éri el ezt a szintet a karakter, a paragon szintezés nem lesz újra aktív. Cserébe már a 61. szinten megszerezhet egy új aktív képességet, amelynek rúnái (rune) a további szintlépések során válnak elérhetővé, valamint néhány új passzív képességet, a 70. szintet elérve pedig plusz egy "foglalatot" (slot) is, így növelve meg az aktiválható passzív képességei számát.

### Új tárgyak
A legendás ékkövek egyedi elnevezéssel rendelkeznek és mindaddig biztos szórják a rift őrzők, amíg a játékos nem rendelkezik legalább egy ugyanolyannal (függetlenül attól, hogy azt használja, vagy a ládába van), és csak az ékszerek (nyaklánc és gyűrű) foglalatába lehet elhelyezni. A közönséges ékkövektől eltérően az általuk nyújtott egyedi bónusztulajdonságok ereje fejleszthető, amikor beszél a legyőzött rift őrző közelébe megjelenő Urshi-val. Ez az NPC csak akkor érhető el, ha sikerül a nehézség szintjétől függő idő lejárta előtt végezni a rift őrzővel, különben szolgáltatása nem működik. Urshi a kijelölt legendás ékkövet képes fejleszteni rift-enként 3 alkalommal, de persze ennek is van korlátja; ha a kívánt szint túl közel van a teljesített rift szintjéhez, akkor a fejlesztés százalékos esélye romlik, vagy akár teljesen nullára redukálódik. A legendás ékkövek fejlesztése nemcsak az alap bónuszukat erősíti, de elérve a 25. szintet, további egy bónusztulajdonsággal is felruházzák a karaktert (bár ez utóbbi általában nem erősíthető tovább). A legtöbb legendás ékkőnek nincs maximális szintkorlátja, így csak a játékos kitartása és karaktere ereje szabhat határt, viszont kettő vagy több ugyanolyan ékkövet nem hordhat magán a karakter. Természetesen ha a játékos egyik karaktere használ egy bizonyos ékkövet, akkor a többi újra megszerezheti azt a rift őrzőktől. A legendás ékköveket ugyancsak nem lehet más játékosoknak adni, és a követő NPC-k sem képesek aktiválni az általuk nyújtott bónuszokat.
A legendás ékkövek mellett megjelentek a legendás italok (potion) is, amelyek a gyógyítás mellett további ideiglenes hatással is szolgálnak (például bónusz életerő-regeneráció, páncélzat vagy ellenállás). A legendás tárgyak többsége valóban egyedi képességekkel lettek ellátva, a szettek által nyújtott szettbónuszok pedig még inkább meghatározzák a karakter játékstílusát.
Egy későbbi javítás bevezette az "ősi" (ancient) típust, amely csak a legendás és szett-tárgyakra vonatkozhat. Az ősi legendás vagy szett-tárgyak a normális társaiktól jóval nagyobb sebzéssel/védelemmel és bónuszokkal rendelkeznek, viszont a legendás minőségűek egyedi tulajdonságai nem változnak, a szett minőségűek pedig ugyanúgy az adott szett darabját képviselik még akkor is, ha a karakter a szett normál típusait is hordja. Egy újabb javítás során pedig bekerültek az "eredeti ősi" (primal ancient) típus, amely a korábbi ősi típus maximális potenciájú verziója; minden statisztikai értéke, másodlagos bónusza és legendás ereje annak maximális értékében szerepel mindig, cserébe sokkal ritkább, és csak akkor válik elérhetővé, ha a játékos az adott karaktertípusával (normál, hardcore, szezonális, nem-szezonális) sikeresen teljesít egyedül egy 70. szintű nagyobb rift-et. A kovács (blacksmith) és az ékszerész (jeweler) képes ilyen típusú tárgyakat készíteni, persze csak elenyésző eséllyel.

### Új mesteremberek
A kiegészítő két új mesterember (artisan) NPC-vel egészítette ki a meglévőket.

#### Mystic (Misztikus)
A misztikust Myriam Jahzia képviseli. A középkorú asszony szolgáltatása az "elbájolás" (enchanting), az "átalakítás" (transmogrification) és a festék (dye).
- Az elbájolás során a kijelölt ritka, legendás vagy szett-tárgy elsődleges bónuszaiból ki kell választani egyet, amit az NPC módosít egy másik, véletlenszerű értékű bónuszra. A kijelölt bónusz leírásának végén megjelenő kérdőjelre való kattintással megnézhető a lehetséges bónuszok és azok minimális-maximális értékeik, tehát nem teljesen véletlenszerű bónuszt lehet így kapni. Minden próbálkozás a tárgy szintje és minősége szerinti minőségű és mennyiségű szakmai anyagot kíván, továbbá aranyat. Minél tovább próbálkozik a játékos, annál több aranyba kerül, és egy tárgyon csak egyetlen bónuszt lehet módosítani, visszavonásra pedig nincs lehetőség. A legendás tárgyak egyedi tulajdonságait nem lehet módosítani. Minél magasabb szintű a misztikus, annál több páncélzattípust képes elbájolni.
- Az átalakítás során a kijelölt fegyver vagy páncélzat külső megjelenését át lehet alakítani egy másikéra. A páncélzat csak azon típusait lehet átalakítani, amelyek a játékon belül is látszódnak (tehát az övet, a csuklópántot, és az ékszereket nem), a fegyverek pedig -az animációs bugok elkerülése miatt- csak akkor, ha a hordott tárgy és kiválasztott kinézet ugyanúgy közelharci vagy távolsági, illetve egy- vagy kétkezes típus. A karakterosztály-specifikus páncélzat- és fegyverzet kinézetet természetesen csak az adott karakterosztályt képviselő karakter választhatja ki, bizonyos karakterosztály-specifikus tárgyakat pedig csak ugyanolyan típusú tárgy kinézetére lehet átalakítani. Minél magasabb szintű a misztikus, annál több kinézetet tanul meg, viszont minél magasabb szintű a tárgy, annál több aranyba kerül a kinézete. A legendás és szett-tárgyak kinézetei minden esetben ötvenezer aranyba kerülnek.
- A festék során a kijelölt páncélzat külső színezetét a kijelölt festékszínre lehet átszínezni. Ahogy az átalakításnál, úgy itt is csak a játékon belül is látható páncélzatrészeket lehet átszínezni avagy eltüntetni, fegyverzetet és mellékkézben hordott tárgyat pedig nem lehet ezzel módosítani. Ezt a funkciót egy későbbi javítás tette elérhetővé, és bár jelentősen drágább az itt felhasznált festékanyag, cserébe többé már nem kell a játékosnak a városokba járkálni meghatározott kereskedő NPC-khez, hátha egyik árulja a kívánt színű festéket.

#### Kanai's Cube (Kanai kockája)
Ezt a környezeti elemet egy korábbi javítás tette elérhetővé, és a sorozat korábbi részében alapból megszerezhető "horadrim kocka" (horadric cube) jelentősen felerősített változata. Ez az egyetlen "mesterember", amelyet nem kell fejlesztgetni, szolgáltatásai közvetlenül nem kerülnek aranyba, cserébe viszont rengeteg szakmai anyagot használ fel, és a kampány módban egyáltalán nem elérhető. Ezt a harmadik fejezetben található "Sescheron romjai" (Ruins of Sescheron) nevezetű zónának "vén szentély (elder sanctum) alzónájában lehet megtalálni. Amint megszerezte a játékos a tárgyat, azonnal megjelenik a városba, általában Zoltun Kulle NPC társaságába, akit kijelölve ugyancsak elérhető lesz a doboz. A szolgáltatások egyedi fantasy elnevezéssel rendelkeznek.
Az alábbi szolgáltatásokat lehet elérni vele;
- Kinyerni egy legendás tárgy egyedi tulajdonságát: Ez a szolgáltatás elpusztítja a doboz tárhelyébe tett legendás tárgyat, cserébe annak egyedi tulajdonságát (annak maximális potenciája mellett) passzív bónusszá alakítja, amit aztán a karakter itt aktiválhat. Az így nyert bónuszok három "erő" (power) csoportba lettek osztva; fegyverzet (weapon), páncélzat (armor) és ékszer (jewelry). Egyszerre csak egy csoport egy kiválasztott legendás tulajdonsága lehet aktív. A pajzsok és a mellékkézben hordott egyéb tárgytípusok a fegyver csoportba kerültek, a karakterosztály-specifikus tárgyak erejét csak az adott karakterosztályba tartozó karakter választhatja, ahogy általánosságban a nem karakterosztály-specifikus tárgyak is (tehát például a démonvadász nem érheti el a kétkezes legendás fegyverzetek erejét, mert alapból nem tudja azokat forgatni).
- Átalakítani egy ritka tárgyat legendássá avagy szetté. Csak 70. szintű ritka tárgyat lehet átalakítani egy vele azonos típusú tárggyá. Karakterosztály-specifikus tárgyat csak ugyanolyan karakterosztály-specifikus tárggyá lehet alakítani. Csekély eséllyel, de lehetséges ősi vagy eredeti ősi típusú legendás avagy szett-tárgy is.
- Szett-tárgyak átalakítása a szettkészlet másik darabjává. Az így kapott új szettdarab nem lehet ősi vagy eredeti ősi típusú még akkor sem, ha a felhasznált szett-tárgy az volt, továbbá minimum 3 darabból álló szettek esetén működik.
- Átalakítani egy bizonyos minőségű szakmai anyagot egy másik minőségű szakmai anyaggá. A kiválasztott minőségű szakmai anyagot csak nem-szakmai anyagú, hordható tárgytípust felhasználva lehet elérni. Érdemesebb a kereskedő NPC-knél bevásárolni, mintsem a kováccsal vagy az ékszerésszel külön ezért tárgyakat csináltatni. Legendás és egyedi (unique) minőségű szakmai anyagot nem lehet készíteni.
- Átalakítani egy bizonyos típusú ékkövet egy másik típusú ékkővé. Legendás ékkövet nem lehet átalakítani.
- Eltávolítani egy tárgy szintkövetelményét.
- Újraalakítani egy legendás vagy szett-tárgyat. Az átalakított tárgyról lekerül minden utólagos módosítás (elbájolás, festékszínezés, kinézet-átalakítás, ékkőberakás, és foglalat-hozzáadás), cserébe akár ősi vagy eredeti ősi típusú is lehet, igaz, el is veszítheti ezeket a minőségeket.
- Ősi vagy eredeti ősi legendás vagy szett-tárgyak felerősítése. Ennek során a kiválasztott ősi vagy eredeti ősi típusú legendás vagy szett-tárgy további bónusz tulajdonságokat kap. A kiválasztott tulajdonság függ a szükséges normál ékkő színétől és a legendás ékkő szintjétől. Minél magasabb szintű legendás ékkövet használ fel a játékos, annál több pontot kap a tulajdonságbónusz (szintenként 5 pont).
- Titkos zónákba való eljutás. Ez nincs listázva a doboz játékbeli leírásában.

Érdekességképpen; ez a "mesterember" a rákban elhunyt művész, Kevin Kanai Griffith után kapta a nevét, aki szervesen kivette a részét ezen kiegészítő fejlesztésében (is).

## Szezonok(Season)
A kiegészítő egyik korai javításába került be ez a játékmód. Sokáig csak PC-s felhasználók érhették el, de egy későbbi javítás után a konzolos felhasználók is megkapták. Ez a játékmód szezonokra lett osztva. Minden szezon egy-két hónapig tart, és ezt a játékmódot mindig teljesen új, szezonális (seasonal) karaktertípusú karakterrel lehet játszani. Minden egyes szezon első elindított karaktere a játékot szinte teljesen a legelejétől kezdi (a kampányt a legelejétől kell kezdenie, a láda tárkapacitása és a hagyományos mesteremberek nincsenek fejlesztve), cserébe viszont a szezon előre kiválasztott karakterosztály-specifikus szettkészletének pár darabját szerzi meg, ha teljesíti a szükséges szezonális eredményeket (seasonal achievement). Ezek a komoly jutalmazású eredmények viszonylag könnyen teljesíthetőek, így a szezonális karakternek nem kell külön gyűjtögetnie egy szettkészletet csak azért, hogy erősebb legyen. További érv ezen karaktertípus mellett az, hogy észrevehetően jobb eséllyel szerez legendás és szett-tárgyakat, mint a normál karaktertípusúak. A szezonális eredmények "kihívásokba" (challenge) lettek csoportosítva, és ha a játékos teljesíti azokat, jutalma portrékeretek (portrait frame), "kis állatok" (pet), vagy akár a láda további tárhely-kapacitásának növelése is lehet. A sikeres játékosok pedig akár a különféle kategóriájú vezetőtáblákra (leaderboard) is felkerülhetnek. A szezon végeztével a szezonális karakterek normális karakterekké vállnak, de az általunk megszerzett jutalmakból minden karakter részesül. Természetesen ebben is van lehetőség hardcore karaktertípust indítani.

## További érdekességek

Egy magas szintű kereszteslovag a Vault-ban.

- A kiegészítőben és annak további javításaiban tucatnyi új kincses goblin (treasure goblin) típus jelent meg; vannak köztük olyanok, amelyek csak aranyat, szakmai anyagot, normál ékkövet vagy éppen vérszilánkot szór el, de akad olyan is, amely pusztulása után több kisebb goblinná válik szét, majd azok is további még kisebb goblinná, hogy aztán elszórják tartalmas zsákmányukat.
  - Nagyon ritkán, de előfordul, hogy a nephalem rift-ben nem egy-kettő, hanem egy egész csapatnyi, 10-20 főnyi goblin tartózkodik egy helyen, egymás közvetlen közelében. Nagyobb riftben viszont soha sincs goblin, mivel zsákmányt csak a rift őrző szór el.
- A játékba rengeteg kozmetikai (cosmetic) tárgy került be; a kiegészítő és a Blizzard más játékainak gyűjtői kiadása(i) tartalmaznak, illetve a játékban bizonyos szörnyek elszórnak vagy térképeken találhatóak egyedi fegyverek és páncélzatok, amelyek pusztán kinézete miatt érdemes megtartani, mert ezek sebzése vagy védelmi értéke minimálisak és semmiféle bónusszal nem szolgálnak. A jelzőzászlókból és az ugyancsak a háton viselhető szárnyakból (wings) is több lett, ahogy kis állatokból is.
- Újabb titkos térképek jelentek meg;
  - Whimsydale: ez a titkos térkép csak akkor válik elérhetővé, ha a játékos végez egy "szivárvány goblinnal" (rainbow goblin), és erősen emlékeztet a korábbi, ugyancsak titkos Whimsyshire zónára.
  - The Vault: ehhez a titkos térképhez vezető átjárót pusztulásuk után minden nem-szivárvány goblin megnyithatja, igen kicsi eséllyel, de szerencsére bármikor elérhető, ha a játékos beáldoz egy legendás Puzzle Ring-et Kanai kockájával. A kincses goblinok ebből a zónából indulnak összeszedni zsákmányukat és ide térnek vissza, ha nem sikerül ellenségeiknek legyőzni őket. A zóna térképe minden esetben előre megszerkesztett, rengeteg arannyal és normál ékkővel van ellátva, és jó pár véletlenszerű típusú kincses goblint is találni lehet itt. A zóna északi végpontján pedig vár a maga főellensége, "Kapzsiság" (Greed), akit legyőzve a játékos biztosan szerezhet legalább két legendás vagy szett-tárgyat.
  - Not The Cow Level: Ehhez a titkos térképhez csak úgy lehet átjárót nyitni, ha a játékos beáldoz egy Bovine Bardiche nevezetű legendás kétkezes szálfegyvert Kanai kockájában. Megnevezése ellenére itt csak harcias, két lábon járó, felfegyverzett tehenet lehet találni, de nagyon sokat. Az itt szerezhető zsákmány általában nem jobb, mint a hagyományos kaland módban, csak sokkal több a kincses láda.
- Egy későbbi javítás után elérhetővé vált a "fegyvertár" (armory) szolgáltatás; ez a szekrényszerű objektum a láda közelében van, és lehetőséget biztosít a játékos karakterének arra, hogy az aktuálisan hordott felszerelését (beleértve az ékkőberakásokat is), mindenfajta képességét és legendás erőt elmentse. Egy karakter maximum 5 mentési lehetőséggel rendelkezik, amelyek közül szabadon váltogathat. A nem használt felszerelés természetesen a ládába kerül.